# Geofilomorfs
Els geofilomorfs (Geophilomorpha) són un ordre de miriàpodes quilòpodes amb el cos summament allargat, prim i deprimit, amb més de 25 parells de potes. Viuen sota pedres i al sòl i són especialistes a perseguir i capturar cucs de terra en les seves pròpies galeries subterrànies.

## Taxonomia
Els geofilomorfs inclouen les següents famílies:
Aphilodontidae - Azygethidae - Ballophilidae - Dignathodontidae - Eriphantidae - Geophilidae - Gonibregmatidae - Himantariidae - Linotaeniidae - Macronicophilidae - Mecistocephalidae - Neogeophilidae - Oryidae - Schendylidae - Sogonidae - Soniphilidae
Als Països Catalans només hi viuen les famílies Geophilidae, Himantariidae, Oryidae i Schendylidae.